# زراعة الأمعاء
زراعة الأمعاء أو زراعة الأمعاء الدقيقة هي عملية جراحية استعاضية للأمعاء الدقيقة في حالات فشل الأمعاء الحادة المزمنة. يُعالَج فشل الأمعاء في معظم الأوقات بالمعالجة البديلة مثل التغذية بالحقن، إلّا أن المضاعفات مثل مرض الكبد المتعلق بالتغذية بالحقن ومتلازمة الأمعاء القصيرة تجعل من الزراعة الخيار الوحيد المتاح. كانت زراعة الأمعاء من أندر عمليات زراعة الأعضاء، لكن زاد انتشارها بصفتها خيارًا علاجيًا بسبب تحسّن تدابير التثبيط المناعي، والتقنية الجراحية، والتغذية بالحقن، والتدبير السريري للمرضى قبل الزراعة وبعدها.

## التاريخ
تعود زراعة الأمعاء إلى عام 1959، عندما أجرى فريقٌ جراحيّ بقيادة ريتشارد سي ليليهي في جامعة منيسوتا الأمريكية عمليات زراعة أمعاءٍ دقيقةٍ ناجحةٍ على الكلاب. بعد خمسة أعوامٍ في عام 1964، جرّب رالف ديتيرلينغ في بوسطن أوّل عملية زراعة على أمعاء على البشر، إلّا أنها فشلت. خلال العقدين التاليين، قوُبلت محاولات زراعة الأمعاء على البشر بفشلٍ عالميٍّ، ومات المرضى بسبب مضاعفات العمل الجراحي والإنتان ورفض الطعم. أشعل اكتشاف المثبّط المناعي سيكلوسبورين في عام 1972 ثورةً طبيّةً في مجال زراعة الأعضاء. نتيجةً لهذا الاكتشاف في عام 1988، أجريت أوّل عملية زراعة أمعاء ناجحة في ألمانيا من قِبل إي ديلتز، أُتبعت بعد فترةٍ قصيرةٍ بفرقٍ في كندا وفرنسا. ولم تعد بعد ذلك زراعة الأمعاء إجراءً تجريبياً، بل أصبحت علاجا لإنقاذ الحياة. في عام 1990، ظهر دواءٌ جديدٌ مثبطٌ للمناعة في السوق يدعى تاكروليمس بديلاً عن السيكلوسبورين، ويُعد أفضل منه. في العقدين التاليين منذ ذلك الوقت، تطوّرت إنجازات زراعة الأمعاء بشكل كبير في الأرقام والنتائج.

## التشخيص قبل الزراعة ومتلازمة الأمعاء القصيرة
يمكن أن يكون فشل الأمعاء مميتاً بسبب عدم القدرة على امتصاص الأغذية والسوائل والشوارد من الطعام. دون هذه المواد الأساسية ودون القدرة على المحافظة على توازن الطاقة، لن يُحافَظ على الاستتباب وسيسوء المآل. أسباب فشل الأمعاء معقّدة سريرياً، وتكون النتيجة خليطاً من الاختلاطات التغذوية والإنتانية والأيضية التي ستؤثّر بشكل بديهي على التشريح ووظائف الأعضاء. هنالك العديد من الأسباب الكامنة الوراثية أو الخلقية التي قد تنذر بالفشل. على سبيل المثال: الالتهاب الشديد والقرحة والانسداد المعوي والناسور والانثقاب والمرضيات الأخرى لمرض كرون جميعها، يمكن أن تشكّل خطراً على وظيفة الأمعاء. على الرغم من الخطر الذي تسبّبه هذه الحالات بحدّ ذاتها، يمكن أن تُحدث أبعد من ذلك المزيد من الاختلاطات الجدّية التي تستدعي إعاضة الأمعاء المريضة. السبب البدئي الذي يقود إلى زراعة الأمعاء هو الإصابة بمتلازمة الأمعاء القصيرة، لكن تصاب الأمعاء في كثير من الأوقات لسبب ثانوي. كانت متلازمة الأمعاء القصيرة السبب لزراعة الأمعاء بنسبة 73% في الولايات المتحدة عام 2008، يليها مشاكل الأمعاء الوظيفية بنسبة 15% وباقي الأسباب بنسبة 12%. ومن الرحمة أنّ متلازمة الأمعاء القصيرة نادرة، إذ تُقدَّر بنسبة 3 من كل 100 ألف حالة ولادة. يعدّ الاستئصال الجراحي أشيع سببٍ لها، إذ يُجرى لعلاج حالاتٍ خلقية هضمية مختلفة مثل داء كرون، والالتهاب المعوي القولوني الناخر، والجلطة المعوية، والجهاز العصبي المعوي، والاضطرابات الحركية، والفتق السرّي الولادي/انشقاق البطن الخلقي، والأورام، والانفتال.

## العلاجات البديلة

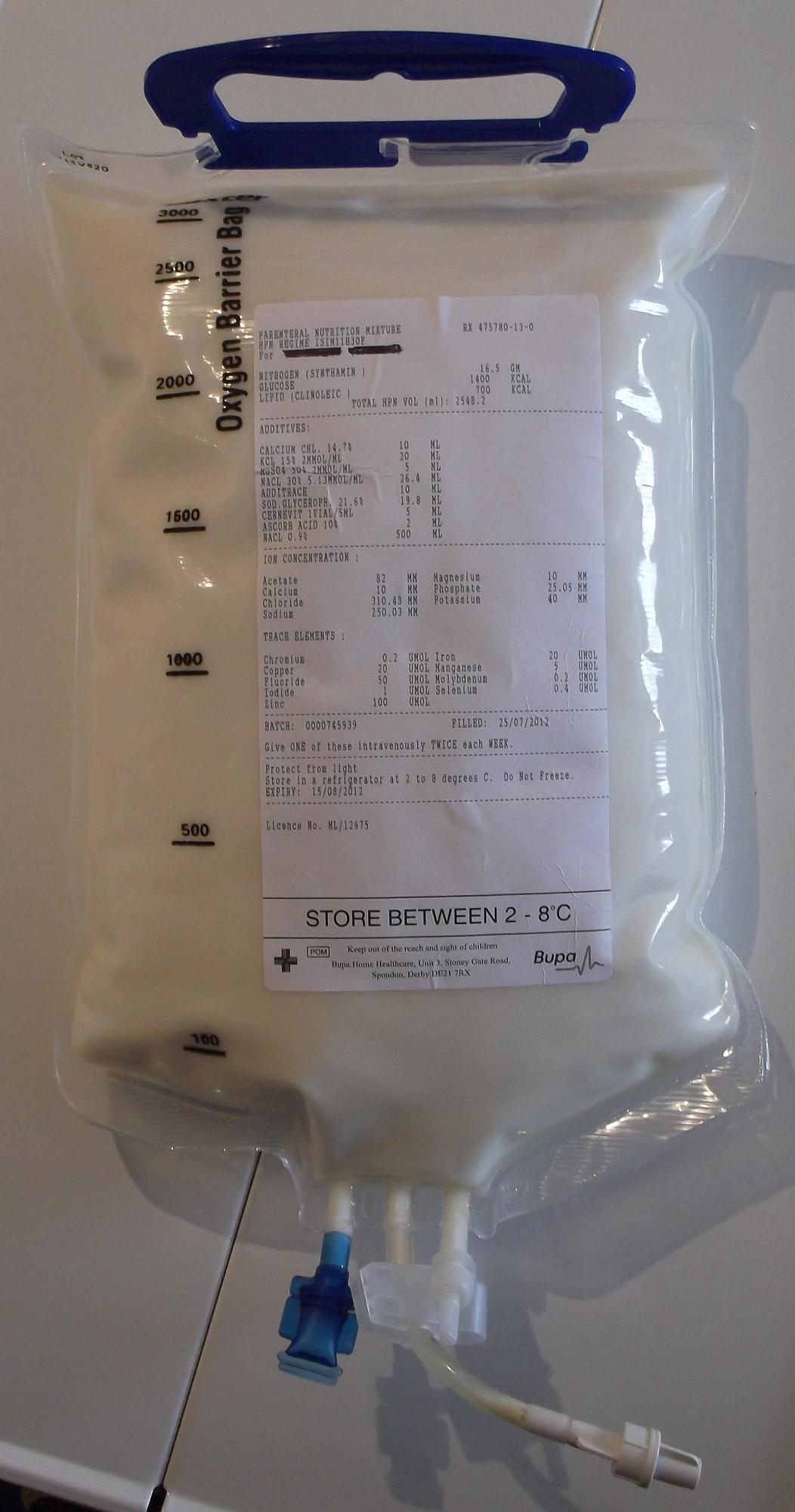
تركيبة مغذي بالحقن.

بغضّ النظر عن السبب المستبطن، لا تعني بالضرورة خسارة وظيفة الأمعاء حتمية الزراعة. توجد حالاتٌ عديدة، مثل الالتهاب القولوني المعوي الناخر أو الانفتال، يمكن أن تُحلّ إلى حدٍّ مقبولٍ من خلال المعالجة الجراحية الأخرى أو غير الجراحية، خاصةً متلازمة الأمعاء القصيرة غير المتطوّرة. يستطيع الفرد الحصول على التغذية وريدياً عن طريق التغذية بالحقن، أو الإطعام كلياً عن طريق المجازة وهضمه لاحقاً. تكون البُقيا طويلة الأمد ممكنة في متلازمة الأمعاء القصيرة دون التغذية بالحقن ومع التغذية المعوية، ولكنّه قد يكون غير كافٍ لعديد من المرضى إذ يعتمد ذلك على قدرة الأمعاء المتبقية على التأقلم وزيادة قدرتها الامتصاصية. مع أن التغذية بالحقن أكثر تعقيداً وغلاءً، يستطيع أيّ شخصٍ الحصول عليها. وعلى الرغم من أنها تؤمّن كل الطاقة والسوائل والحاجات الغذائية ويمكن أن تُركّب بالمنزل، تخفض جودة الحياة. وسطياً، تحتاج التغذية بالحقن من 10 إلى 16 ساعة ولكن يمكن أن تصل إلى 24 ساعة.  خلال هذا الإطار الزمني، تُعرقَل الحياة اليومية بشكل كبير بسبب مرافقات المضخة الوريدية. بعد فترة زمنية طويلة، تؤدّي التغذية بالحقن إلى عدة حالاتٍ صحية، تتضمّن التجفاف الشديد، والإنتان بسبب القسطرة، ومرض الكبد. يصيب الداء الكبدي المتعلّق بالتغذية بالحقن أكثر من 50% من المرضى خلال 5-7 سنوات، ويرتبط مع معّدل وفيات بنسبة 2-5%.
من المعالجات الأخرى البديلة عن الزراعة عند مرضى متلازمة الأمعاء القصيرة هي تطويل الأمعاء الجراحي سواء من خلال رأب الأمعاء المستعرض والمتسلسل أو تطويل وخياطة الأمعاء القصيرة. وعلى الرغم من مساهمة الإجراءين بزيادة الطول تقريباً بنسبة 70%، يبدو رأب الأمعاء المستعرض والمتسلسل إلى حدٍّ ما أكثر فائدةً من ناحية معدّل الوفيات الأقل وتفاقم الحاجة للزراعة. ومع ذلك، يخفف التقبّل الإيجابي لكلّ إجراءٍ من درجة الحاجة للتغذية بالحقن، ويمكن حتى أن يلغيها نهائياً.

## الاستطبابات
توجد أربعة استطباباتٍ لزراعة الأمعاء موافقٌ عليها من قبل برنامجي الميديكير والميديكيد للرعاية الصحية في الولايات المتحدة: خسارة وريدين من الأوردة الستة الملحقة الرئيسة، أو عدّة نوبٍ من الإنتان المهدّد للحياة المرتبط بالقسطرة، أو اضطرابات السوائل والشوارد على الرغم من المعالجة الطبية الأعظمية، أو داء الكبد المتعلّق بالتغذية بالحقن. يمكن أن تُجرى الزراعة أيضاً في حال فشل نمو الطفل المريض أو تطوره، أو في الحالات الشدّيدة للمرضى عند التنبّؤ بنوعية حياة سيئة مع التغذية بالحقن. تُؤخذ استشارة فريقٍ متعدّد الاختصاصات مكوّن من جرّاح زراعة الأعضاء، وطبيب هضمي، واختصاصي التغذية، واختصاصي التخدير، وطبيب نفسي، وممثّلين ماليين، واختصاصيين آخرين لتقييم خطّة العلاج والتأكيد على أنّ الزراعة أفضل خيار للمريض. يجب أن يُحضّر نفسياً فريق الزراعة والمريض كذلك. تتطلّب الإحالة المبكرة ثقةً بين كل الأجزاء المشاركين في العملية لضمان عدم وجود حكم مستعجل يقود إلى زراعة سابقٍ لأوانه.
تتضمّن مضادات الاستطباب المطلقة لزراعة الأمعاء الإنتان الجهازي أو الموضعي غير المعالج، والسرطان الخبيث، والاضطرابات العصبية الشديدة، والأمراض التنفسية والقلبية الشديدة. هذه المعايير نفس الإرشادات المعمول بها لزراعة الأعضاء الأخرى. تعدّ الإصابة بفيروس نقص المناعة البشرية مضاد استطبابٍ نسبيٍّ لزراعة الأمعاء، فيمكن أن يقبل المرضى البائسون المحتضرون الزراعة من معط إيجابي «إتش آي في» إذا كانوا مستعدّين لتعريض أنفسهم لفيروس نقص المناعة البشرية.

## أنماط الزراعة
توجد ثلاثة أنماطٍ رئيسيةٍ لزراعة الأمعاء: تطعيم الأمعاء المعزول، أو تطعيم الأمعاء والكبد المشترك، أو تطعيم الأحشاء المتعدّد في حال كانت ستُنقل بقيّة أعضاء البطن أيضاً. التطعيم الأساسي والأكثر انتشاراً، هو تطعيم الأمعاء المعزول، تُنقل فقط مقاطع من الصائم واللفائفي. تُنفّذ هذه في حالة غياب الفشل الكبدي. في حال خلل وظيفة الكبد الشديدة بسبب التغذية بالحقن، أو عوز الإنزيمات، أو العوامل الأخرى المستبطنة، فيمكن حينها زراعة الكبد مع الأمعاء. في الطعم الحشوي المتعدّد، يمكن أن يتضمّن الطعم المعدة، و/أو الإثني عشر، و/أو البنكرياس، و/أو القولون. يُجرى الطعم الحشوي المتعدّد عندما يشكّل المرض المستبطن خطراً على مقاطع أخرى من الجهاز الهضمي، مثل أورامٍ داخل البطن لم تشكّل نقائل بعد، أو خثار وريدي واسع، أو نقص التروية الشريانية في المسراق، أو متلازمات الحركة الذاتية.